# Espace des lacets
En mathématiques, l'espace des lacets d'un espace topologique pointé est l'ensemble des applications continues d'un segment dans cet espace, tel que l'image des deux extrémités du segment coïncide avec le point de base. Muni de la topologie compacte-ouverte, il s'agit d'un invariant homotopique. La concaténation et le renversement des lacets en font un h-groupe.
L'espace des lacets d'un CW-complexe a le type d'homotopie d'un CW-complexe,,.
L’espace des lacets est la cofibre de l’inclusion de l’espace des chemins pointés dans l’espace des chemins.
En géométrie différentielle, l'espace des lacets d'une variété différentielle est restreint aux lacets infiniment différentiables, ce qui en fait une variété banachique. 
Le calcul de son homologie joue un rôle central dans l'étude de l'homologie de Floer des variétés cotangentes.